# Gaius
Gaius war ein weit verbreitetes römisches Praenomen, entsprach also zumindest hinsichtlich seiner Position im Namen einem modernen Vornamen.

## Herkunft und Bedeutung
Die Herkunft und Etymologie des Namens Gaius ist unbekannt. Oft wird der Name mit der lateinischen Vokabel gaudere „sich freuen“ in Verbindung gebracht. Bereits im Liber de praenominibus („Buch über die Vornamen“), einem anonymen Anhang zu den Factorum et dictorum memorabilium („Denkwürdigkeiten“) des Valerius Maximus, wird der Name von gaudium „Freude“ abgeleitet und als Ausdruck der elterlichen Freude über die Geburt des Kindes gedeutet. Die Altphilologen Alfred Ernout und Antoine Meillet nennen in ihrem Dictionnaire étymologique de la langue Latine („Etymologisches Wörterbuch der lateinischen Sprache“) die Vokabel gaius „Eichelhäher“ als Ursprung. Möglich ist auch eine etruskische Herkunft.
Zusammen mit seiner weiblichen Form Gaia für die Braut erscheint möglicherweise auch der männliche Name Gaius für den Bräutigam in der traditionell von der Braut gesprochenen Hochzeitsformel: UBI TU GAIUS EGO GAIA.
In Inschriften wird der Name mit C. abgekürzt. Für Frauen wird das C umgedreht.

### Schreibweise
Die klassische Schreibweise benutzt für die Darstellung des weichen Anlauts den dritten Buchstaben des lateinischen Alphabets, das C, da die lateinische Schrift für das Phonem /g/ ursprünglich kein eigenes Graphem kannte und /k/ und /g/ gleichermaßen durch das Graphem ⟨c⟩ darstellte. Erst später differenzierte man die beiden Laute im Schriftbild und markierte das C mit einem Häkchen, wenn es das weiche /g/ repräsentierte. Daraus entstand der Buchstabe G.

## Verbreitung
Im römischen Reich war Gaius als Vorname weit verbreitet. Heute wird er jedoch nur noch ausgesprochen selten vergeben.

## Varianten

### Männliche Varianten
- Altgriechisch: Γάϊος Gáïos
- Baskisch: Kaio
- Dänisch: Kajus
  - Diminutiv: Cai, Kai, Kaj, Kay
- Deutsch: Caius, Cajus, Kaius
  - Diminutiv: Kai, Kaichen, Kaili (alemannisch)
- Finnisch: Kajus, Kaius
  - Diminutiv: Kaj, Kai
- Georgisch: გაიოზ Gaioz, Gaios
- Italienisch: Caio
  - Latein: Caius
- Litauisch: Kajus
- Portugiesisch: Caio, Kaio

### Weibliche Varianten
- Baskisch: Kaia
- Dänisch: Kaia, Caia
- Niederländisch: Caia
- Norwegisch: Kaia
- Polnisch: Gaja, Kaja
- Slowenisch: Gaja, Kaja

## Namensträger

### Reale Personen
- Gaius Terentius Varro, 216 v. Chr. Konsul und römischer Befehlshaber in der Schlacht von Cannae
- Gaius Marius (* 156 v. Chr.; † 86 v. Chr.), römischer Feldherr und Staatsmann
- Gaius Sempronius Gracchus (* 153 v. Chr.; † 121 v. Chr.), römischer Volkstribun
- Gaius Iulius Caesar (* 100 v. Chr.; † 44 v. Chr.), römischer Staatsmann, Feldherr und Autor
- Gaius Cestius Epulo, römischer Politiker, zwischen 18 und 12 v. Chr. in der Cestius-Pyramide in Rom beigesetzt
- Gaius Norbanus Sorex, Schauspieler in Pompeji um die Zeitenwende
- Gaius Caesar Augustus Germanicus (12–41 n. Chr.), römischer Kaiser von 37 bis 41, postum bekannt als „Caligula“
- Gaius Galerius, Präfekt der Provinz Ägypten, († vermutlich um 32 n. Chr.)
- Gaius von Mailand († angebl. um 85), der Legende nach ein früher Bischof von Mailand
- Gaius Turranius Gracilis (1. Jahrhundert), Präfekt der Provinz Ägypten, römischer Beamter
- Gaius Minicius Italus, Präfekt der Provinz Ägypten, im 1. Jahrhundert von Vespasian ausgezeichneter römischer Offizier
- Gaius von Ephesus (1. Jahrhundert), einer der Siebzig Jünger (er wird als Gastgeber des Apostels Paulus in Ephesos erwähnt (Röm 16,23))
- Gaius Var(…) Opt(…) (zweite Hälfte des 1. Jahrhunderts), antiker Metallbildner
- Gaius Pompeius Planta, Präfekt der Provinz Ägypten, († vermutlich zwischen 100 und 110 n. Chr.)
- Gaius Vibius Maximus (1./2. Jahrhundert), Präfekt der Provinz Ägypten
- Gaius (Jurist) (2. Jahrhundert), römischer Jurist
- Gaios, Philosoph (Platoniker), 1. Hälfte des 2. Jahrhunderts

Unter anderem Namen bekannt
- Augustus (geboren als Gaius Octavius, * 63 v. Chr.; † 14 n. Chr.), römischer Kaiser
- Diokletian (Gaius Aurelius Valerius Diocletianus; † um 312), römischer Kaiser
- Konstantin der Große (Gaius Flavius Valerius Constantinus; † 337), römischer Kaiser

Zwischenname
- Publius Besius Betuinianus Gaius Marius Memmius Sabinus (2. Jahrhundert), römischer Offizier (Kaiserzeit)

### Fiktive Figuren
- Dr. Gaius Baltar, ein Wissenschaftler und Politiker in der Fernsehserie Battlestar Galactica.
- Gaius Helen Mohiam, die ehrwürdige Mutter und Wahrsagerin in den Dune-Zyklen.
- Der Hofarzt Gaius, eine von Richard Wilson verkörperte Figur aus der ab 2008 von der BBC produzierten britischen Fernsehserie Merlin.
- Gaius Pupus aus dem Film Asterix erobert Rom, der als von Cäsar beauftragter Begleiter darüber wachen soll, dass Asterix und Obelix alle ihnen übertragenen Aufgaben erfüllen.